# كريستيان إرب
كريستيان إرب هو منافس ألعاب قوى سويسري، ولد في 14 فبراير 1959.

## وصلات خارجية
- كريستيان إرب على موقع الاتحاد الدولي لألعاب القوى (الإنجليزية)
- كريستيان إرب على موقع أوليمبيديا (الإنجليزية)